# Burg Altenfels
Burg Altenfels (auch Burg Altenfils genannt) ist eine abgegangene Höhenburg bei Brilon-Rösenbeck im Hochsauerlandkreis im Osten von Nordrhein-Westfalen, Deutschland.

## Lage
Auf dem 486 m hohen Berg Altenfels, der nach Süden steil um 150 m abfällt, lagen zwei Burganlagen aus dem Hochmittelalter. Die Reste der Burg auf dem Westgipfel konnten 1968 nur durch eine Notgrabung erforscht werden, ehe sie durch einen Steinbruchbetrieb zerstört wurden. Dagegen wurden die Reste der Ostburg ausgegraben, gesichert und zugänglich gemacht.

## Geschichte
Über die Geschichte der Ostburg ist wenig bekannt. Diese hat schätzungsweise von etwa 1100 bis ins dritte Viertel des 12. Jahrhunderts bestanden und wurde durch einen Brand zerstört. Hauptbestandteile bildeten zwei möglicherweise zu Wohnzwecken genutzte Türme. Das dazwischen liegende Gelände wurde durch Wälle und Gräben gesichert. Hinweise auf eine weitere Bebauung des Areals gibt es nicht.
Nur zur Westburg gibt es einige Hinweise. Den archäologischen Funden zufolge wurde die Westburg in der zweiten Hälfte des 11. Jahrhunderts errichtet. Erstmals erwähnt wurde diese 1144 in einem Besitzverzeichnis des Grafen Siegfried IV. von Boyneburg und Homburg. Im Jahr 1202 taucht sie im Teilungsvertrag der Söhne von Heinrich dem Löwen auf. Später verfiel sie und geriet in den Besitz der Erzbischöfe von Köln. Siegfried von Westerburg sicherte den Bürgern der Stadt Brilon 1294 zu, dass sie von der wiederhergestellten Anlage keinen Schaden zu befürchten hätten. Da sie beim Aufbau der Burg halfen, wurde ihnen vielmehr Schutz zugesagt. Letztmals erwähnt wurde eine bischöfliche Burgbesatzung im Jahr 1326. Archäologischen Hinweisen zufolge wurde die Westburg im 14. Jahrhundert zerstört.

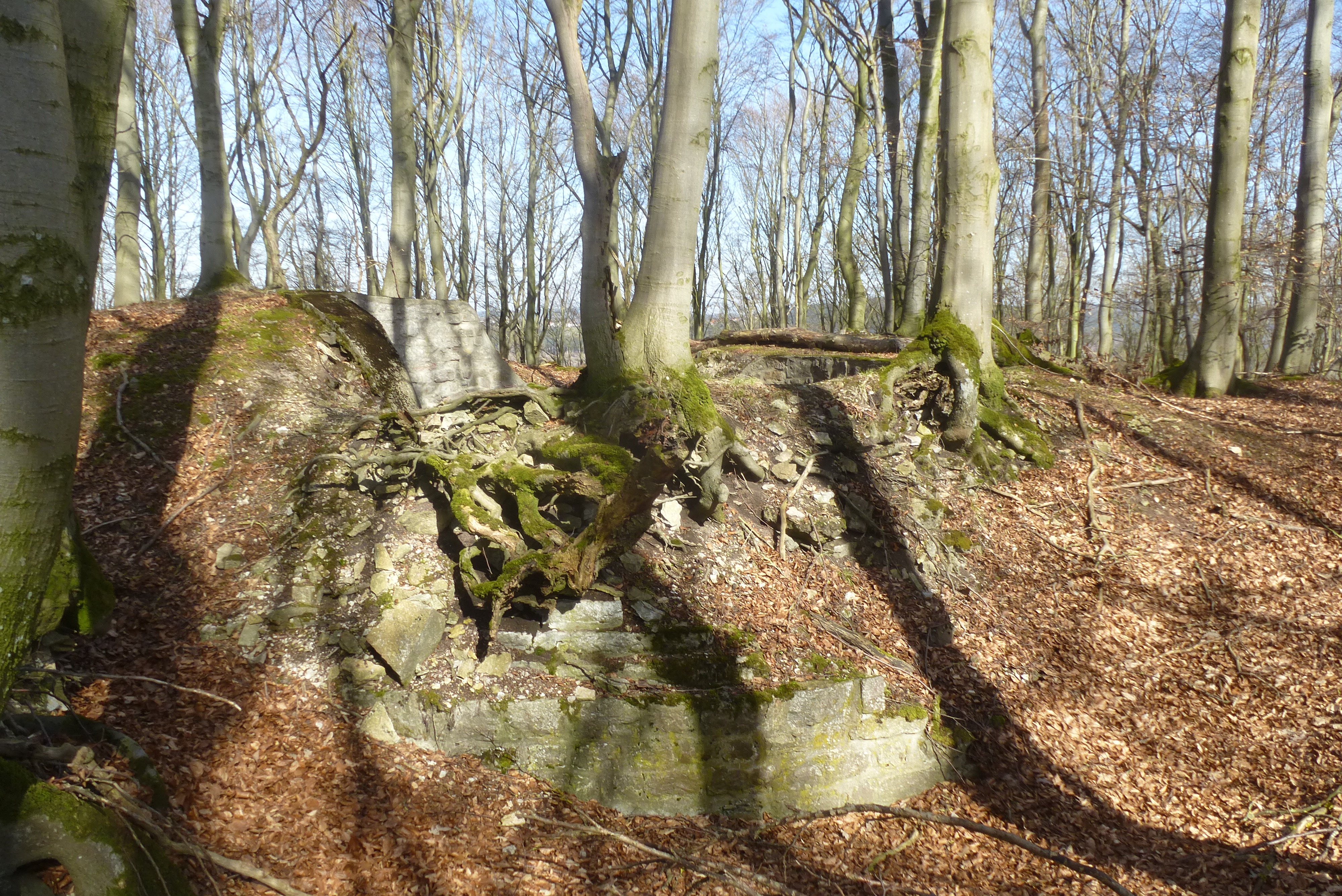
Reste der Ostburg
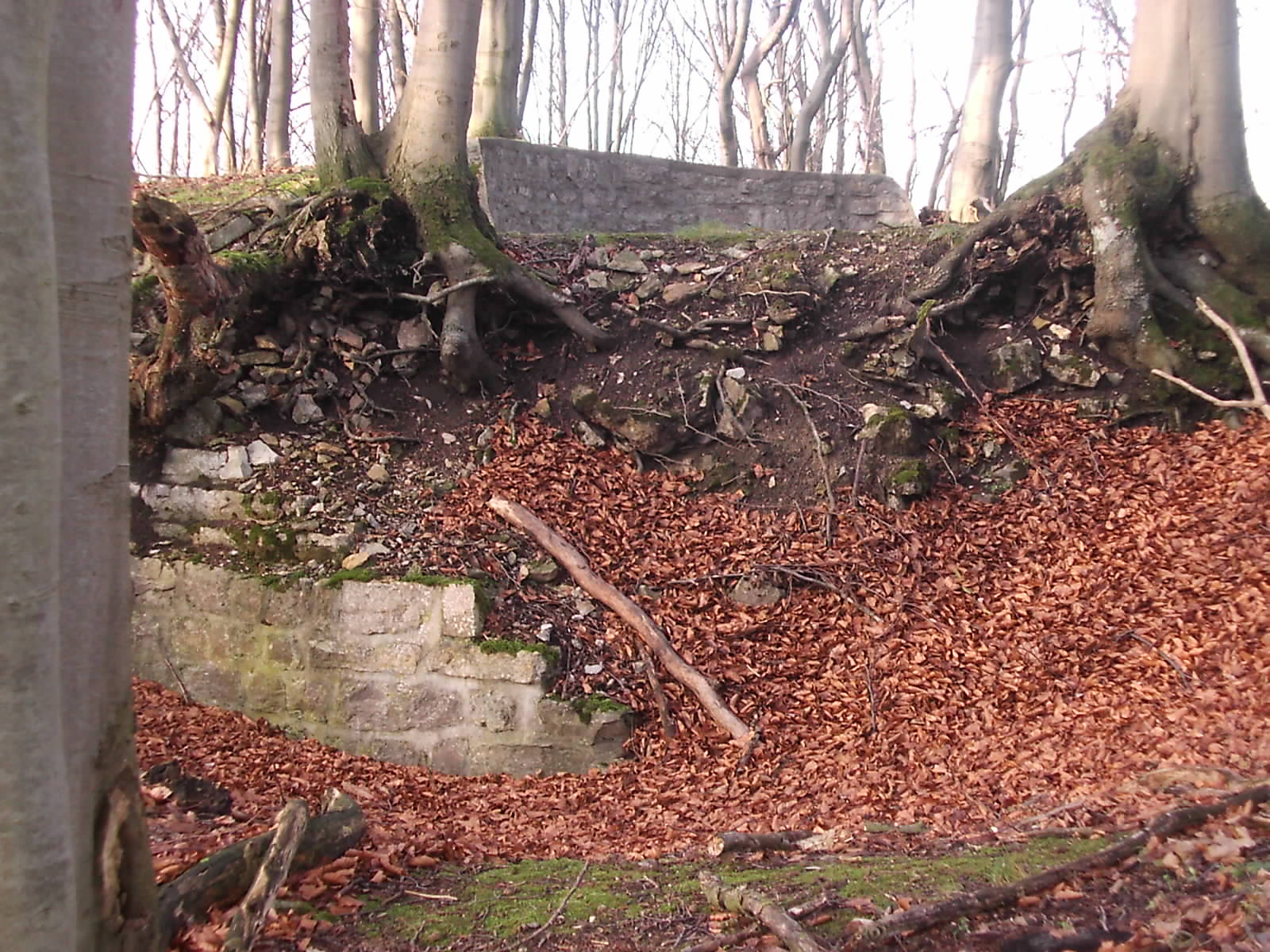
Ostburg – Reste der Außenmauer und der Innenmauer des Nordturms
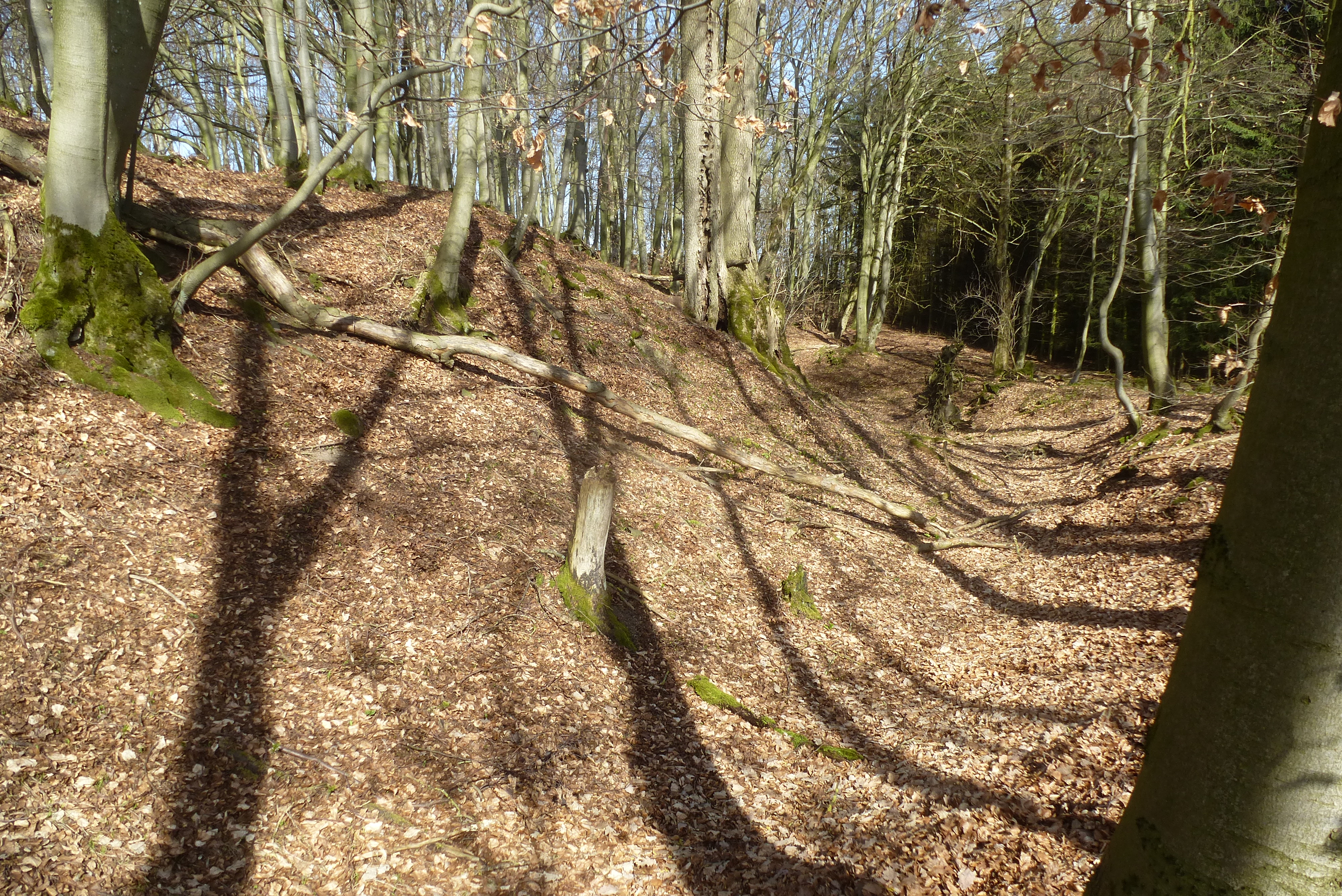
Wall und Graben an der Ostseite der Ostburg
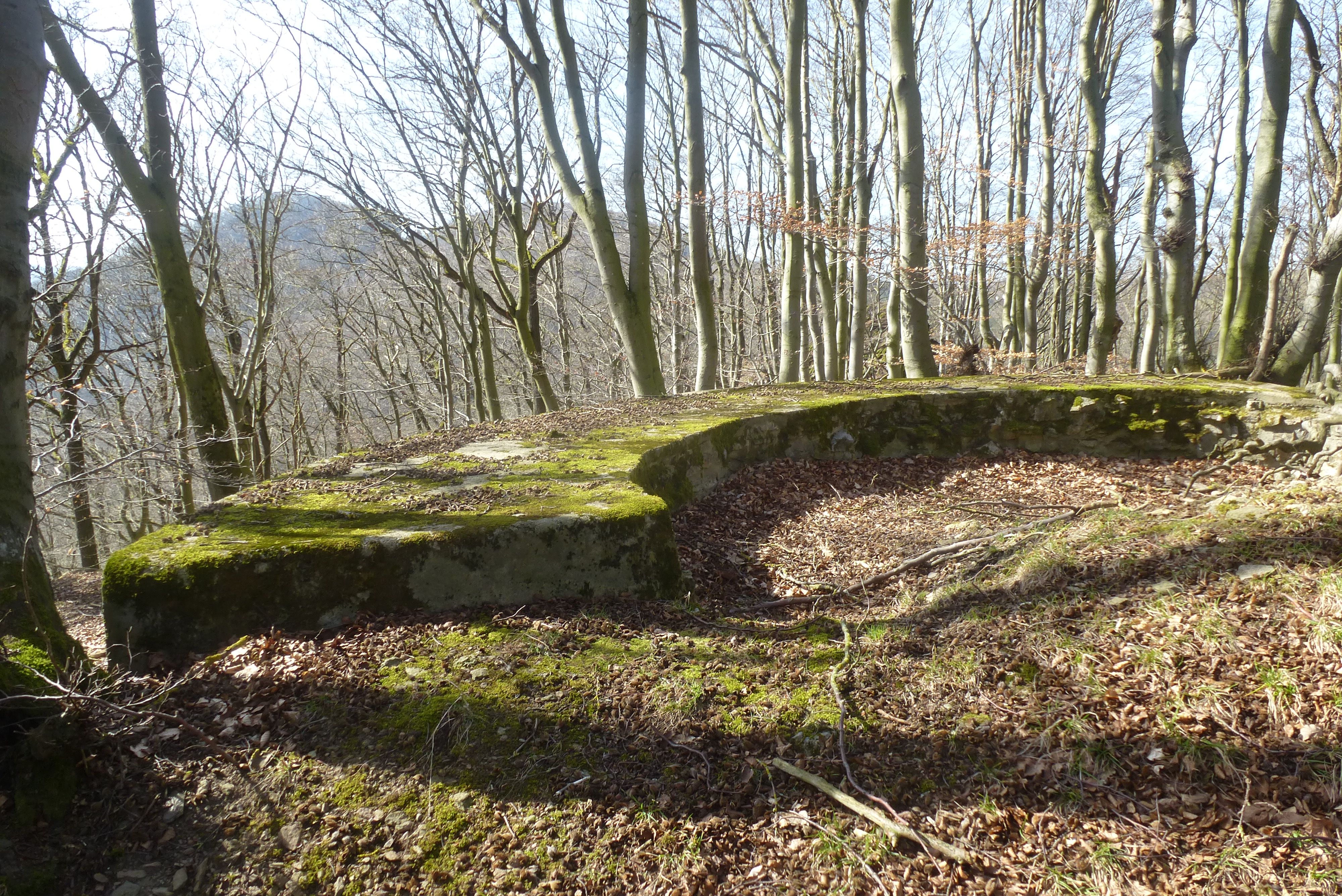
Mauerkrone des Südturms der Ostburg (wiederaufgebaut)